# Kanton Moirans-en-Montagne
Kanton Moirans-en-Montagne (francouzsky Canton de Moirans-en-Montagne) je francouzský kanton v departementu Jura v regionu Franche-Comté. Tvoří ho 16 obcí.

## Obce kantonu
- Chancia
- Charchilla
- Châtel-de-Joux
- Coyron
- Crenans
- Les Crozets
- Étival
- Jeurre
- Lect
- Maisod
- Martigna
- Meussia
- Moirans-en-Montagne
- Montcusel
- Pratz
- Villards-d'Héria